# Los Maños
Los Maños es una ganadería de toros de lidia perteneciente a la Familia MARCUELLO procedente del encaste Santa Coloma; está inscrita en la Asociación de Ganaderías de Lidia desde el 5 de marzo de 1988.
La ganadería de Los Maños pasta en las fincas Vistahermosa (Luesia), Las Fuentes (Figueruelas) y Ontin (Sobradiel) todas ellas en la provincia de Zaragoza. La divisa de la ganadería es verde y blanca, con señal pendiente en ambas.

## Historia de la ganadería
En 1977 funda el hierro de Los Maños don Pepe Marcuello formado con reses de distintos encastes, un semental de La Bomba (de Casta Navarra) y parte de la vacada de José Santaolaya, durante este periodo de tiempo únicamente decide lidiar en festejos populares y no es hasta 1988 cuando opta por eliminar todo lo anterior y conformar de nuevo la ganadería para poder lidiar a pie.
Le compró 40 vacas de vientres y un semental a la ganadería de Pablo Mayoral, de encaste Santa Coloma, la cual conformaba su única procedencia.
Dos años después de comprar las reses de Pablo Mayoral lidia su primera novillada sin picadores en 1990 en Épila, desde esa fecha estuvo únicamente lidiando sin caballos hasta que en el año 2000 da el salto a las novilladas con picadores, lidiando así la primera en la plaza de toros de Zaragoza.
En 2007 refrescó la ganadería con 20 vacas y dos sementales perteneciente a la ganadería de Bucaré de procedencia Buendía, también Santa Coloma.
El 24 de agosto de 2018 tomó antigüedad la vacada lidiando por primera vez en Las Ventas, lidiando sus reses en una novillada con picadores compuesta por Jesús Martínez, Aquilino Girón y Ángel Téllez siendo de nombre el primer utrero lidiado Bonito de pelaje ensabanado y con 464 kg. siendo ovacionado en el arrastre.

### Toros célebres
| Nombre        | Número | Peso    | Pelaje     | Fecha de lidia       | Plaza de toros                 | Torero         | Observaciones                                                            | Ref.                                      |
| ------------- | ------ | ------- | ---------- | -------------------- | ------------------------------ | -------------- | ------------------------------------------------------------------------ | ----------------------------------------- |
| Quejoso       | 42     | 501 kg. | Cárdeno    | 7 de octubre de 2014 | Plaza de toros de Zaragoza     | Varea          | Primer novillo indultado en el Coso de la Misericordia                   | [ 17 ] [ 18 ] [ 19 ] [ 20 ] [ 21 ] [ 22 ] |
| Secretario    | 38     | 545 kg. | -          | 25 de abril de 2015  | Plaza de toros de Zaragoza     | Jiménez Fortes | Premio al Toro más Bravo de la Corrida Concurso de Ganaderías            | [ 23 ] [ 24 ]                             |
| Salta Cancela | -      | -       | -          | 16 de mayo de 2016   | Plaza de toros de Vic Fezensac | Javier Cortés  | Premio a mejor toro en la corrida concurso de ganaderías de Vic-Fezensac | [ 25 ] [ 26 ]                             |
| Lorenzo       | 26     | 529 kg. | Burraco    | 9 de julio de 2016   | Plaza de toros de Teruel       | Víctor Barrio  | Hirió de muerte al torero Víctor Barrio                                  | [ 27 ] [ 28 ] [ 29 ]                      |
| Palmero       | 22     | -       | -          | 20 de agosto de 2016 | Plaza de toros de Cella        | Sedano Vázquez | Indultado en Cella                                                       | [ 30 ] [ 31 ] [ 32 ]                      |
| Jardinero     | -      | -       | -          | 5 de junio de 2017   | Plaza de toros de Vic Fezensac | Varea          | Premio a mejor toro en la corrida concurso de ganaderías de Vic-Fezensac | [ 33 ] [ 34 ]                             |
| Palmero       | -      | -       | -          | 8 de octubre de 2017 | Plaza de toros de Zaragoza     | Jorge Isiegas  | Toro más bravo de la feria del Pilar de 2017                             | [ 35 ] [ 36 ]                             |
| Bonito        | 43     | 464 kg. | Ensabanado | 24 de agosto de 2018 | Las Ventas                     | Jesús Martínez | Utrero que dio antigüedad a la ganadería                                 | [ 37 ] [ 38 ]                             |

## Características
Los toros de Los Maños presentan las siguientes características zootécnica
- La línea morfológica de Buendía es la más abundante del encaste Santa Coloma y la que tiene mayor influencia de la línea Saltillo de la Casta Vistahermosa. En estos toros predominan las pintas cárdenas en todas sus variantes y negras, dándose en menor medida tostadas y berrendas en negro y cárdeno. Estos pelajes suelen ir acompañados de una amplia variedad de accidentales.[39][40][41][42][43]

## Premios
- Premio a la mejor novillada con picadores lidiada el 7 de octubre de 2014 en la plaza de toros de Zaragoza, premio entregado por la peña taurina Peñaflorense.[44]
- Premio al Toro más Bravo de la Corrida Concurso de Ganaderías en la plaza de toros de Zaragoza el 25 de abril de 2015.[45]
- Premio a mejor toro en la corrida concurso de ganaderías de la localidad francesa de Vic-Fezensac el 16 de mayo de 2015.[25][26]
- Premio al mejor festejo en Bayona 2016 por el Circle Taurin Bayonnais.[46]
- “Secretario” premiado como toro ganador de la corrida concurso de ganaderías de Zaragoza en 2016.[23]
- Premio a mejor toro en la corrida concurso de ganaderías de la localidad francesa de Vic-Fezensac el 5 de junio de 2017, entregado por el Club Taurino Vicois.[33][47]
- Premio a la mejor novillada de 2017 lidiada en Bayona entregado por la Unión de Clubes Taurinos Paul Ricard.[48]
- Premio a «Palmero», mejor toro de la Feria del Pilar 2017.[49][50]